# Георге Бодо
Георге Бодо (рум. Gheorghe Bodo, угор. Bodó György, нар. 1923, Вішеу-де-Жос — пом. 2004, Орадя) — румунський футболіст угорського походження, що грав на позиції півзахисника. Всю свою кар'єру гравця провів у складі клубу «Орадя», відомий також виступами у складі збірної Румунії.

## Клубна кар'єра
Георге Бодо розпочав виступи в команді майстрів у 1946 році в команді «Лібертатя» з Ораді, яка пізніше носила назву «Прогресул» та «Орадя». У складі команди з міста Орадя провів усю свою кар'єру гравця, яка тривала до 1959 року, зіграв у складі команди 190 матчів чемпіонату. У 1959 році завершив виступи на футбольних полях. Помер Георге Бодо у 2004 році в Ораді.

## Кар'єра у збірній
У 1948 році Георге Бодо дебютував у складі збірної Румунії. У складі збірної у 1952 році брав участь у літніх Олімпійських іграх 1952 року в Гельсінкі. Грав у складі національної команди до 1952 року, загалом зіграв у її складі 8 матчів. у яких відзначився 2 забитими м'ячами.